# نورمن جونز (بازیکن فوتبال)
نورمن جونز (انگلیسی: Norman Jones؛ زادهٔ) بازیکن فوتبال اهل بریتانیا است.
از باشگاه‌هایی که در آن بازی کرده‌است می‌توان به باشگاه فوتبال دربی کانتی و باشگاه فوتبال گیلینگام اشاره کرد.